# Synagelides hamatus
Synagelides hamatus là một loài nhện trong họ Salticidae.
Loài này thuộc chi Synagelides. Synagelides hamatus được Zhu et al miêu tả năm 2005..